# زوومبيز (فلم 2016)
زوومبيز (بالإنجليزية: zoombies) هو فيلم رعب تم إنتاجه في الولايات المتحدة وصدر سنة 2016 من بطولة أندرو إسبر وإيون بتلر

## القصة
حديقة حيوانات كبيرة ينتشر بها وباء يحول الحيوانات فيها إلى زومبي لذا يحاول العمال فيها النجاة بحياتهم وفي نفس الوقت منع الحيوانات من الخروج وتدمير العالم.

## وصلات خارجية
- زوومبيز على موقع IMDb (الإنجليزية)
- زوومبيز على موقع روتن توميتوز (الإنجليزية)
- زوومبيز على موقع ألو سيني (الفرنسية)
- زوومبيز على موقع Turner Classic Movies (الإنجليزية)
- زوومبيز على موقع أول موفي (الإنجليزية)
- زوومبيز على موقع فيلمافينيتي (الإسبانية)
- زوومبيز على موقع قاعدة بيانات الفيلم (الإنجليزية)
- زوومبيز على موقع ليتربوكسد (الإنجليزية)
- زوومبيز على موقع كينوبويسك (الروسية)